# Nguna

Nguna is een eiland in Vanuatu dat ligt ten noorden van Efate. Het is 32 km² groot en het hoogste punt is 593 m. Het enige zoogdier dat er voorkomt is de vleermuis Pteropus anetianus.

## Geografie
De afstand tot het grotere eiland Efate is ongeveer 5 km. Op het midden van het eiland liggen twee uitgedoofde vulkaankraters, de hoogste is Mount Taputoara met een top van 593 meter.
In 2003 werd een beschermd zeegebied aangewezen om de unieke en kwetsbare riffen rond de Nguna- en and Pele eilanden te beschermen. Zestien dorpen op beiden eilanden werken samen om de regels die voor dit gebied gelden, te handhaven.

## Bevolking
Nguna telt dertien dorpen, daarbij is de westkant grotendeels onbewoond. De totale bevolking bedroeg in 2009 ongeveer 1300 personen.

## Toerisme
Nguna is voor toerisme het meest ontwikkelde van de buiten-Efate eilanden met tien bungalows en lodges; er zijn mogelijkheden voor rondritten, duiken, schildpadden observeren, de vulkaan beklimmen. De accommodaties zijn geconcentreerd in het dorp Taloa op het zuiden van het eiland, ook zijn er enkele in de andere dorpen. Nguna kan per boot worden bereikt vanaf de Emua-werf op het nabijgelegen eiland Efate.